# Sviadnov
Sviadnov (niem. Swenser) – wieś Czechach, w kraju morawsko-śląskim, w powiecie Frydek-Mistek.

## Położenie
Sviadnov leży na lewym (zachodnim) brzegu Ostrawicy, a więc już na historycznych Morawach, chociaż niewielka część katastru miejscowości (wraz z m.in. lokalną oczyszczalnią ścieków) znajduje się po prawej (śląskiej) stronie Ostrawicy. Leży w regionie etnograficznym Lasko. Od wschodu i południowego wschodu graniczy z miastem Frydek-Mistek, od zachodu z wisią Staříč, od północy z wsią Žabeň.

## Historia
Charakter wielodrożnicy wskazuje na starą proweniencję osady, sprzed tzw. kolonizacji na prawie niemieckim. Pierwsza pisemna wzmianka o miejscowości Zwenser, położonej pomiędzy osadą targową Friedeberk a wsią Staříč, pochodzi z dokumentu biskupa ołomunieckiego Brunona ze Schauenburku z 29 listopada 1267. Wieś została wówczas lokowana na prawie niemieckim podczas akcji kolonizacyjnej w państwie hukwaldzkim, przeprowadzonej przez biskupa Brunona ze Schauenburku. Ten następnie oddał ją w 1277 w lenno rodzinie Stangów. W dwóch następnych stuleciach funkcjonowały dwie osady: starsza Villa Swenzer i młodsza, położona dalej na północ, Parvum Swenzer (Malý Sviadnov). Ta druga z czasem usamodzielniła się jako dzisiejsza wieś Žabeň (pierwsza wzmianka w 1460). W 1402 r. wśród miejscowości oddanych w dzierżawę Przemysławowi I Noszakowi, księciu cieszyńskiemu, wzmiankowano Langeswens Swiedinow (Długa wieś Sviadnov). Miejscowość podlegała parafii w Mistku.
W miejscowej karczmie „U Horaka” 1 kwietnia 1715 r. został zamordowany (przez swojego przyjaciela, Juraszka) Ondraszek – najsłynniejszy zbójnik z gór Beskidu Morawsko-Śląskiego.
W 1789 przy granicy z Mistkiem rozparcelowano grunty, aby założyć kolonię Koloredov. Usamodzielniła się ona w 1868 r., ale była silnie zależna od Mistka i przyłączono ją do niego w 1908 roku.
W 1943 roku wieś została połączona z miastem Frydek-Mistek, jednak usamodzielniła się tuż po wyzwoleniu, w roku 1945. Ponownie częścią miasta Frydek-Mistek była w latach 1975-1991. Od 1 stycznia 1992 r. jest samodzielną gminą.